# Война Конбаун-Хантавади
Война Конбаун-Хантавади (бирм. ကုန်းဘောင်-ဟံသာဝတီ စစ်) — гражданская война, которая велась между династией Конбаун в Верхней Бирме и возрожденным Королевством Хантавади в Нижней Бирме (Мьянма) с 1752 по 1757 года. Война была последней из нескольких войн между бирманоязычным севером и моноязычным югом, положившим конец многовековому господству народа мон на юге.
Война началась в апреле 1752 года как независимые движения сопротивления против войск Хантавади, которые только что свергнули династию Таунгу. Алаунпайя, основавший династию Конбаун, быстро стал главным лидером сопротивления и, воспользовавшись низким уровнем войск Хантавади, к концу 1753 года завоевал всю Верхнюю Бирму. Королевство Хантавади с опозданием начало полное вторжение в 1754 году, но это было остановлено. Война между бирманским севером и монским югом все больше приобретала этнический характер. Войска Конбаун вторглись в Нижнюю Бирму в январе 1755 года, захватив к маю дельту Иравади и Дагоун (Янгон). Французы защищали портовый город Сириам (Танхльин) еще 14 месяцев, но в конце концов он пал в июле 1756 года, положив конец французскому участию в войне. Падение 16-летнего южного королевства последовало в мае 1757 года, когда его столица Пегу (Баго) была разграблена. Неорганизованное сопротивление монов отступило на полуостров Тенассерим (современный штат Мон и регион Танинтари) в следующие несколько лет с помощью сиамов, но было вытеснено к 1765 году, когда армии Конбаун захватили полуостров у сиамцев.
Война оказалась решающей. Этнические бирманские семьи с севера начали селиться в дельте Иравади после войны. К началу XIX века ассимиляция и смешанные браки сократили население монов до незначительного меньшинства.

## Предыстория
Власть династии Таунгу со столицей в Ава (Инва) давно пришла в упадок, когда моны Нижней Бирмы откололись в 1740 году и основали Восстановленное Королевство Хантавади со столицей в Пегу (Баго). «Дворцовые короли» в Аве были неспособны защитить себя от набегов манипури, начавшиеся в 1724 году, которые разоряли все более глубокие части Верхней Бирмы. Ава не смогла вернуть южный Ланнатай (Чиангмай), восставший в 1727 году, и ничего не сделала для предотвращения аннексии северных шанских государств Цинским Китаем в середине 1730-х годов. Последний король Таунгу Махадхаммараза Дипади прилагал слабые усилия для восстановления Нижней Бирмы в начале 1740-х годов, и к 1745 году королевство Хантавади укрепилось в Нижней Бирме.
Гражданская война между Авой и Пегу продолжалась до конца 1750 года, когда Пегу начало свою последнюю атаку, вторгшись с главными силами в Верхнюю Бирму. К началу 1752 года войска Хантавади, вооруженные французским оружием, достигли ворот Авы. Упаяза, наследник престола Хантавади, издал прокламацию, в которой призвал административных чиновников в стране к северу от города подчиниться и присягнуть королю Хантавади. Многие региональные вожди Верхней Бирмы стояли перед выбором: присоединиться ли к силам Хантавади или сопротивляться оккупации. Некоторые предпочли сотрудничать. Но многие другие предпочли сопротивляться.

## Верхняя Бирма (1752—1754 гг.)
К концу марта 1752 года всем стало ясно, что судьба Авы предрешена. Армия Хантавади прорвала внешнюю оборону Авы и вытеснила защитников столицы внутрь стен дворца. В Моксобо в долине реки Му, примерно в 60 милях к северо-западу от Авы, один деревенский староста по имени Аун Зея (1714—1460) убедил 46 деревень в родном регионе присоединиться к нему в сопротивлении. Аун Зея провозгласил себя королем в королевском стиле Алаунпхая (Будда Будды) и основал династию Конбаун. Он подготовил оборону, укрепив свою деревню, теперь переименованную в Шуэбо, и построив вокруг нее ров. Он приказал расчистить джунгли за пределами частокола, разрушить пруды и залить колодцы.
Конбаун был лишь одним из многих очагов сопротивления, которые независимо друг от друга возникали в охваченной паникой Верхней Бирме. К счастью для сил сопротивления, командование Хантавади ошибочно приравняло захват Авы к победе над Верхней Бирмой и отозвало две трети сил вторжения обратно в Пегу, оставив лишь треть (менее 10 000 человек) для операций по зачистке окружающей территории. Более того, руководство Хантавади было обеспокоено аннексией Сиамом верхней части полуострова Тенассерим (нынешний штат Мон), когда войска Хантавади осаждали Аву.
Решение о передислокации оказалось эпическим просчетом, поскольку сиамская угроза никогда не была такой острой, как угроза из Верхней Бирмы, традиционного очага политической власти в Бирме. Захват сиамцами верхнего Тенассерима был оппортунистическим захватом спорной пограничной земли. Тайцы воспользовались пребывание главных сил Королевства Хантавади под Авой. Неясно, планировали ли сиамцы когда-либо или имели средства распространить свое влияние на материковую Нижнюю Бирму. Гораздо более вероятно, что любая реальная угроза Хантавади будет исходить из Верхней Бирмы.

## Битва при Шуэбо (1752 г.)
Тем не менее командование Хантавади было уверено, что сможет усмирить всю населенные пункты Верхней Бирмы. Сначала казалось, что эта стратегия работает. Они установили аванпосты на севере, в Вунто и Кавлин в современном северном округе Сикайн. Власть Хантавади признали шанские племена в Мадайе в современной округе Мандалай. Офицер Хантавади, дислоцированный в Сингу, примерно в 30 милях к северу от Авы, послал отряд из 50 человек, чтобы обеспечить лояльность долины Му . Алаунпхая лично повел сорок своих лучших людей встретить отряд в Халине, к югу от Шуэбо, и уничтожил их. Это было 20 апреля 1752 года.
Когда Упаяза готовился отправить основные силы своих войск вниз по течению, оставив позади гарнизон с следующим командующим, Талабаном. Перед отъездом он получил неприятное известие о том, что один из его отрядов, посланный требовать верности Моксобо, был перебит местными жителями. Ему следовало бы более тщательно разобраться в природе происшествия, но он совершил роковую ошибку, посчитав его тривиальным. Получив прощальный приказ Талабану показать пример этого места, Упаяза двинулся в Пегу с главными силами.
Был отправлен еще более крупный отряд. Он тоже потерпел поражение, и только полдюжины вернулись в Аву живыми. В мае генерал Талабан возглавил отряд из нескольких тысяч хорошо вооруженных солдат для взятия Шуэбо. Но у армии не хватило пушек для преодоления частокола, и она была вынуждена приступить к осаде. Через месяц после осады, 20 июня 1752 года , Алаунпхая вырвался во главе генеральной вылазки и разбил осаждающих. Войска Хантавади в беспорядке отступили, оставив свое оборудование, в том числе несколько десятков мушкетов, которые «в эти критические дни были на вес золота».

## Объединение Верхней Бирмы (1752—1753 гг.)
Новость распространилась. Вскоре Алаунпхая собрал настоящую армию со всей долины Му и за ее пределами, используя свои семейные связи и назначая своих товарищей-вождей своими ключевыми помощниками. Успех привлекал новых соратников каждый день из многих регионов Верхней Бирмы. Затем Алаунпхая выбрал 68 самых способных людей, чтобы они стали командирами его растущей армией. Многие из 68 человек окажутся блестящими военачальниками во внутренних и внешних кампаниях Конбауна, сформировав руководящее военное ядро Конбауна в течение следующих тридцати лет. В их число входят такие, как Минхла Минхаунг Кьяу, Минкхаунг Наврахта, Маха Тхиха Тхура, Не Мио Ситу, Маха Ситху и Баламиндин. Большинство других сил сопротивления, а также офицеры расформированной дворцовой гвардии присоединились к нему с таким оружием, которое они сохранили. К октябрю 1752 года Алаунпхая стал основным соперником Хантавади и изгнал все аванпосты Хантавади к северу от Авы и их союзников шанов из Мадайи. Он также победил соперничающего лидера сопротивления Чит Нио из Кхин-У. Вокруг его имени сложилась с десяток легенд. Мужчины чувствовали, что, когда он вел их, они не могли потерпеть неудачу.
Несмотря на неоднократные неудачи, Пегу все еще не посылал подкреплений, даже когда Алаунпхая закреплял свои достижения по всей Верхней Бирме. Вместо того, чтобы отправить все свои войска, они просто заменили Талабана, генерала, победившего Аву, другим генералом, Тонгу Нгвегунму. К концу 1753 года силы Конбауна контролировали всю Верхнюю Бирму, кроме Авы. 3 января 1754 года второй сын Алаунпхая, Схинбьюшин, которому было всего 17 лет, успешно отвоевал Аву, которая была разрушена и сожжена. Вся Верхняя Бирма была очищена от войск Хантавади. Затем Алаунпхая двинулся на ближайшие шанские княжества, чтобы обезопасить тыл и собрать новые сборы. Он получил дань от ближайших саофов (вождей) на севере до Момейка.

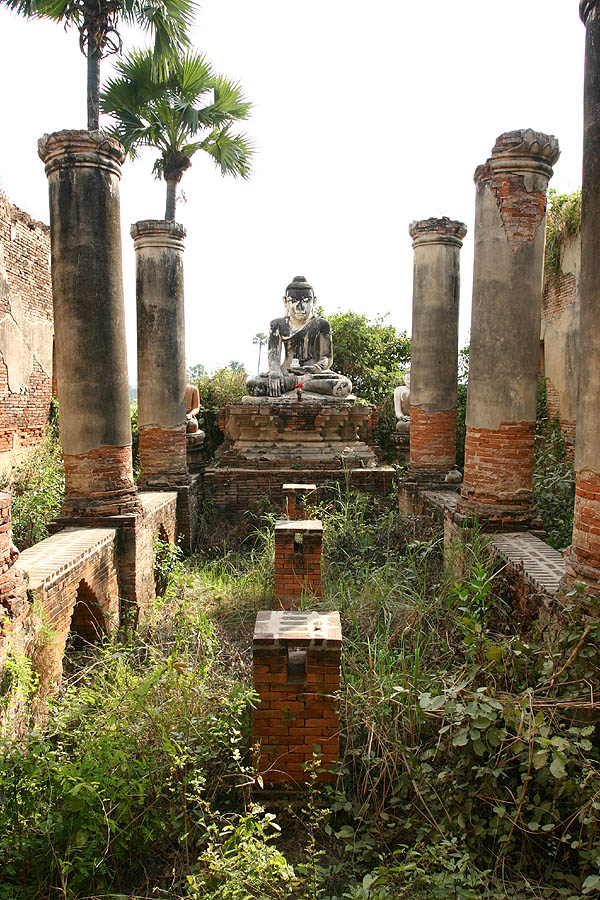
Руины города Ава

## Контрнаступление Королевства Хантавади (1754 г.)
В марте 1754 года король Хантавади сделал то, что он должен был сделать двумя годами ранее, и послал всю армию на Верхнюю Бирму. Это был бы 1751—1752 годы, если бы они не столкнулись с Алаунпхаей, а не с изнеженной династией. Сначала военное вторжение пошло по плану. Войска Хантхавади во главе с Упаязой, наследником престола, и генералом Талабаном разбили армии Конбаун во главе с сыновьями Алаунгпая Наундоджии и Схинбьюшином в Мьингьяне. Одна армия Хантавади преследовала Схинбьюшина до Авы и осадила город. Другая армия преследовала армию Наундоджи, продвигаясь до Кьяукмяунга в нескольких милях от Шуэбо, где проживал Алаунпхая. Флотилия Хантавади полностью контролировала всю реку Иравади.
Но они не смогли продвинуться дальше. Они встретили сильное сопротивление Конбаунов у Кьяукмяунга и потеряли много людей, пытаясь взять сильно укрепленную Аву. Два месяца спустя вторжение ни к чему не привело. Силы Хантавади потеряли много людей и лодок, им не хватало боеприпасов и припасов. В мае Алаунпхая лично возглавил свою армию (10 000 человек, 1 000 кавалерии, 100 слонов) в контратаке Конбауна и отбросил захватчиков к Сикайн, на западном берегу реки Иравади, напротив Авы. На восточном берегу Схинбьюшин также прорвал осаду Авы. Поскольку до сезона дождей осталось всего несколько недель, командование Хантавади решило отступить.
Тем временем бирманские беженцы, избежавшие всеобщей резни у дельты Монса, захватили Проме (Пьи), исторический пограничный город между Верхней Бирмой и Нижней Бирмой, и закрыли ворота отступающим армиям Хантавади. Зная важность Проме для безопасности своего королевства, король Биння Дала из Хантавади приказал своим войскам любой ценой отвоевать Проме. Под предводительством Талабана силы Хантавади в составе 10 000 человек и 200 военных лодок осадили город Проме.

## Превращение в этнический конфликт
К концу 1754 года армия Хантавади под командованием Талабана не смогла взять Проме. Осаждавшие смогли отбить попытки Конбауна снять осаду, но не смогли взять и укрепленный город. В Пегу некоторые из командиров Хантавади теперь опасались полномасштабного вторжения Алаунпхая на юг и искали альтернативу. Предпочитая свободное правление слабого царя, они попытались освободить пленного короля Махадхаммараза Дипати и возвести на трон Хантавади. Заговор был раскрыт Биння Далом, который казнил не только заговорщиков, но и самого бывшего царя и других пленников из Авы в октябре 1754 года. Этот недальновидный поступок устранил единственного возможного соперника Алаунпхая и позволил тем, кто остался верен первому царь присоединиться к Алаунпхая с чистой совестью.
Конфликт все больше превращался в этнический конфликт между бирманским севером и монским югом. Так было не всегда. Когда в 1740 году началось восстание на юге страны, лидеры восстания из монов приветствовали жителей Бирманской империи и каренов с юга, которые презирали правление Авы. Первый король Восстановленного Хантавади Смим Хтау Буддхакети, несмотря на свой монский титул, был этническим бирманцем. Бирманцы с юга служили в моноязычной армии Хантавади, хотя с 1740 года на юге происходили чистки бирманцев их соотечественниками-монами (около 8000 этнических бирманцев были убиты в 1740 году). Вместо того, чтобы убедить свои бирманские войска к остаться, когда им был нужен каждый до последнего солдата, руководство Хантавади активизировало «саморазрушительную» политику этнической поляризации. Они начали требовать от всех бирманцев на юге носить серьги с печатью наследника Пегу и в знак верности стричь волосы по-монски. Это преследование укрепило руку Алаунпхая. Алаунпхая был только счастлив использовать ситуацию, поощряя оставшиеся бирманские войска перейти к нему.

## Конбаунское вторжение в Нижнюю Бирму (1755—1757)
В то время как руководство Хантавади отчуждало от себя местное население на юге, Алаунпхая собирал войска со всей Верхней Бирмы, включая рекрутов из племен шан, качин и чин. К январю 1755 года он был готов начать полномасштабное вторжение на юг. Армия вторжения теперь имела значительное преимущество в живой силе. У войск Хантавади все еще было лучшее огнестрельное и современное вооружение. (Преимущество в огнестрельном оружии было на стороне Королевства Хантавади.)

## Битва при Проме (июнь 1754 г. — февраль 1755 г.)
Первой целью Алаунпхая был город Проме, который в течение семи месяцев находился в осаде войск Хантавади. Войска Хантавади хорошо укрепились в своих земляных укреплениях, окружающих Проме. Они отражали войска Конбаунов, пытающиеся снять осаду в течение 1754 года. В январе сам Алаунпхая вернулся с большой армией. Тем не менее, атаки Конбаунов не могли продвинуться вперед из-за сильного мушкетного огня решительной обороны Хантавади. Затем Алаунпхая заказал большие ящики для корзин размером 6 футов (2 м) на 30 футов (9 м), заполненные сеном, которые должны были использоваться в качестве укрытия. Затем, в середине февраля, войска Конбаун, окруженные катящимися корзинами, прорвались сквозь мушкетный огонь и захватили форт Маянбин, сняв осаду. Они захватили много мушкетов, пушек и боеприпасов, которые Хантавади приобрел у европейцев в Танлине, вместе с 5000 военнопленными. Войска Хантавади отступили к дельте реки Иравади. Алаунпхая вошел в Проме, посетил пагоду Швесандо и подчинил своей власти Центральную Бирму. Он провел церемонию награждения в честь тех, кто возглавил восстание против Хантавади.

## Битва при дельте Иравади (апрель — май 1755 г.)
В начале апреля Алаунпхая начал быстрое наступление в дельту Иравади. Он занял Лунхсе, переименовав его в Мьянаунг (Быстрая Победа). Двигаясь вниз по реке, авангард разбил сопротивление Хантавади в Хинтаде и к середине апреля, прямо перед бирманским новогодним праздником, захватил Данубью. К концу апреля его силы захватили всю дельту. Теперь Алаунпхая получил почтение от местных феодалов, даже так далеко, как Тандве в Аракане (Ракхайн).
Тогда армии Конбаунов обратили свои взоры на главный портовый город Сириам (Танхльин), который стоял на их пути к Пегу. 5 мая 1755 года войска Конбауна нанесли поражение дивизии Хантавади в Дагоуне, на противоположном берегу Сириама. Алаунпхая предполагал, что Дагон станет будущим портовым городом, добавил поселения вокруг Дагоуна и переименовал новый город в Янгон (букв. «Конец раздора»).

## Битва при Сириаме (май 1755 г. — июль 1756 г.)
Укрепленный порт Сириам охраняли войска Хантавади при поддержке французского персонала и оружия. Первая попытка войск Конбауна взять город в мае 1755 года потерпела неудачу. Его прочные стены и современная артиллерия затрудняли любую попытку штурма крепости. В июне Хантавади начал контрнаступление, атаковав цитадель Конбаун в Янгоне. В течение этого времени Конбауны и британцы под командованием капитана Джорджа Бейкера вели переговоры, и британцы как в Неграйсе, так и в Сириаме выступили за Алаунпхая. В то время как британские поселения согласились встать на сторону войск Конбауна, три британских корабля Ост-Индской компании «Аркот», «Хантер» и «Элизабет» присоединились к силам Хантавади, очевидно, без приказа компании. Контратака оказалась неудачной. Британцы, опасаясь репрессий со стороны Алаунпхая, теперь быстро отправили капитана Бейкера в Алаунпхая в Шуэбо с подарками в виде пушек и мушкетов и с приказом заключить дружбу.
Хотя Алаунпхая становился все более подозрительным к намерениям англичан, ему также нужно было обеспечить современное оружие против Сириаме, защищаемой французами. Он согласился, что англичане могут остаться в своей колонии в Неграйсе, которую они захватили с 1753 года, но отложил подписание любого немедленного договора с компанией. Вместо этого он предложил союз между двумя странами. Англичане, которые собирались вступить в Семилетнюю войну против французов, казались естественными союзниками. Несмотря на то, что Алаунпхая считал великодушным жестом в отношении Неграйса, никакой прямой военной помощи не было.
Войска Конбауна теперь должны будут пройти Сириам трудным путем. Осада продолжалась до конца 1755 года. Французы внутри отчаянно нуждались в подкреплении из своей индийской штаб-квартиры в Пондичерри. Алаунпхая вернулся на фронт в январе 1756 года со своими двумя старшими сыновьями, Наундоджи и Схинбьюшином. В июле Алаунпхая предпринял еще одну атаку с воды и с суши, захватив единственный французский корабль, оставшийся в порту, и французскую факторию на окраине города. 14 июля 1756 года Минхла Минхаунг Чжо, начальник мушкетного корпуса и главный генерал Конбаун, был тяжело ранен из пушек. Когда Минхла Минхаунг Кьяу лежал, умирающий от ран, и его привезли на лодке, король сам спустился к лодке, чтобы увидеть своего старого друга детства, который выиграл ему много сражений. Король публично оплакивал смерть своего главнокомандующего и почтил его похоронами под белым зонтиком перед всей армией. Лидер французов Сьер де Бруно тайно пытался вести переговоры с Алаунпхая, но был обнаружен и заключен в тюрьму командирами Хантавади. Осада продолжалась.
Алаунпхая беспокоило скорое прибытие французского подкрепления. Он решил, что пришло время штурмовать крепость. Он знал, что французы и моны, не ожидая пощады, будут яростно сопротивляться и что сотни его людей погибнут при любой попытке пробить стены. Он призвал добровольцев, а затем выбрал 93 человека, которых назвал «Золотая компания Сириама» — имя, которое займет почетное место в бирманской националистической мифологии. Среди них были гвардейцы, офицеры и королевские потомки Байиннауна. Накануне днем, когда ранние муссонные дожди лились потоками у импровизированных хижин, они вместе ели в присутствии своего короля. Алаунпхая дал каждому по кожаному шлему и лаковой броне.
В тот вечер, 25 июля 1756 года, когда войска Конбауна били в барабаны и играли громкую музыку, чтобы побудить защитников Сириама подумать, что праздник уже начался, и расслабиться, Золотая Компания взобралась на стены. На рассвете 26 июля 1756 года, после кровопролитного рукопашного боя им удалось взломать большие деревянные ворота в темноте, среди боевых кличей войск Конбауна («Shwebotha!», «Shwebotha!»; кукв. сыновья Шуэбо) и крики женщин и детей внутри, город был захвачен. Командир Хантавади едва избежал бойни. Алаунпхая подарил слитки золота и серебра, захваченные в городе, выжившим 20 мужчинам Золотой компании и семьям 73 погибших.
Несколько дней спустя, 29 июля 1756 года, два французских корабля помощи, Galatee и Fleury, прибыли с солдатами, а также оружием, боеприпасами и продовольствием из Пондичерри. Бирманцы захватили корабли и направили 200 французских офицеров и солдат в армию Алаунпхая. Также на борту находились 35 корабельных орудий, пять полевых орудий и 1300 мушкетов. Это был значительный улов. Что еще более важно, битва положила конец участию французов в гражданской войне в Бирме.

## Битва приПегу(октябрь 1756 г. — май 1757 г.)
После падения Сириама Алаунпхая переждал сезон дождей. В сентябре одна армия Конбаунов выступила из Сириама на юге, а другая армия — из Тоунгу (Таунгу) на севере. Наступление было медленным с большими потерями, так как у обороны Хантавади все еще были пушки, и они буквально сражались спиной к стене. К середине октября объединенные армии сошлись на Пегу. Боевые лодки Конбаунга уничтожили плоты Хантавади и завершили линию Конбаун вокруг города.
К январю 1757 года Пегу голодал, и Биння Дала попросил мира. Алаунпхая потребовал не меньше, чем полной безоговорочной капитуляции. Те, кто окружал Биння Дала, были полны решимости продолжать сражение и сдерживать короля. Голод только усиливался. 6 мая 1757 года армии Конбаунов начали свой последний штурм голодающего города. Армии Конбаунов прорвались на восходе луны и без исключения убивали мужчин, женщин и детей. Алаунпхая вошел через ворота Мохньин, окруженный толпой своих гвардейцев и французских артиллеристов, и простерся ниц перед пагодой Швемавдо. За два столетия до этого городские стены и 20 ворот, построенные Табиншвехти и Байиннауном, были снесены с землей. После падения Пегу губернаторы Мартабана (Моттама) и Тавоя (Давэй), которые искали защиты Сиама, теперь отступили и послали дань Алаунпхая.

## Последствия
После падения Пегу остатки сопротивления монов отступили на верхнюю часть полуострова Тенассерим (современный штат Мон) и продолжали действовать там при поддержке тайцев. Однако сопротивление было дезорганизованным и не контролировало ни один крупный город. Он оставался активным только потому, что контроль Конбауна над верхней частью полуострова Тенассерим в 1757—1759 годах оставался в основном номинальным. Его эффективный контроль все еще не распространялся за пределы Мартабана, поскольку большинство войск Конбаунов вернулись на север, в Манипур и в северные шанские княжества.
Однако ни один южный лидер не смог сплотить монский народ, как Алаунпхая с бирманцами в 1752 году. В 1758 году в Нижней Бирме вспыхнуло восстание, которое было подавлено местными гарнизонами Конбаунов. Окно возможностей подошло к концу во второй половине 1759 года, когда армии Конбаунов, завоевав Манипур и северные шанские княжества, двинулись на юг, готовясь к вторжению на побережье Тенассерима и Сиама. Армии Конбаунов захватили побережье Верхнего Тенассерима после Бирмано-сиамской войны (1759—1760) и вытеснили сопротивление монов дальше по побережью. (Алаунпхая погиб в этой войне). Сопротивление было изгнано из Тенассерима в 1765 году, когда сын Алаунпхая Схинбьюшин захватил нижнюю береговую линию в ходе бирмано-сиамской войны (1765—1767).

## Наследие
Война между Конбаун и Хантавади была последней из многих войн между бирманскоязычным севером и монгоязычным югом, которые начались с завоевания юга королем Аноратхой в 1057 году. На протяжении столетий велось множество войн. Если не считать сорокалетней войны XIV-XV веков, юг обычно был на проигравшей стороне.
Но эта война оказалась последним гвоздем, как гласит пословица. Для монов поражение ознаменовало конец их мечты о независимости. Они надолго запомнили полное опустошение, которое сопровождало окончательный крах их недолговечного королевства. Тысячи людей бежали через границу в Сиам. Один монах-монах писал о том времени: «Сыновья не могли найти своих матерей, а матери не могли найти своих сыновей, и плакали по всей земле».
Вскоре в дельте Иравади стали селиться целые общины этнических бирманцев с севера. Восстания монов все еще вспыхивали в 1762, 1774, 1783, 1792 и 1824—1826 годах. За каждым восстанием обычно следовали новые депортации, бегство в Сиам и карательные культурные запреты. Последний король Хантавади был публично унижен и казнен в 1774 году. В хрониках конца 18-го и начала 19-го веков монские монахи изображали недавнюю историю юга как рассказ о безжалостном вторжении севера. К началу XIX века ассимиляция и смешанные браки сократили население монов до небольшого меньшинства. Столетия господства монов на побережье подошли к концу.